# Ушаковка (Атяшевський район)
Ушако́вка (рос. Ушаковка, ерз. Ушаковка) — село у складі Атяшевського району Мордовії, Росія. Входить до складу Атяшевського сільського поселення.

## Населення
Населення — 216 осіб (2010; 238 у 2002).
Національний склад (станом на 2002 рік):
- росіяни — 74 %